# Macrosiphum helianthi
Macrosiphum helianthi är en insektsart. Macrosiphum helianthi ingår i släktet Macrosiphum och familjen långrörsbladlöss. Inga underarter finns listade i Catalogue of Life.